# 小林綾子 花言葉 〜小さな花の物語〜
『小林綾子 花言葉～小さな花の物語』（こばやしあやこ はなことば ちいさなはなのものがたり）は2015年10月より一部のローカル中波局で放送されたトーク番組である。
この番組は、女優の小林綾子が、季節ごとに咲く様々な花と、その花言葉について毎回1つずつ取り上げ、その花にまつわるエピソードを紹介する。
なお、オープニングとエンディングに使用されているBGMは、モーツァルト作曲「ピアノソナタ第12番」第2楽章である。

## ネット局
- HBCラジオ（日曜）5:35 - 5:45
- 東北放送（平日）17:25 - 17:30
- 秋田放送（土曜）10:40 - 10:55
- 山形放送（土曜）5:25 - 5:30
- 栃木放送（平日）6:47頃 - 6:57頃（「ココロ晴れルヤ!」内包）
- 山梨放送（火曜-金曜）21:30 - 21:40
- 山口放送（平日）15:35 - 15:40
- 南日本放送（日曜）6:10 - 6:15